# Fenixhuset

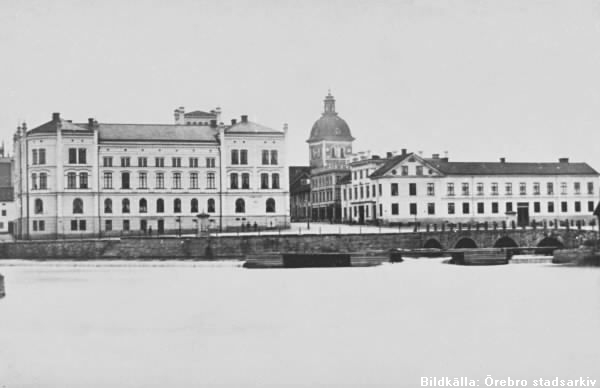
Fenixhuset till höger, gamla Storbron och Nikolaikyrkan med gamla tornhuven i mitten, samt Stora hotellet till vänster. Bilden är tagen ca 1870.

Fenixhuset ligger i centrala Örebro, vid Storbrons södra fäste. Huset ligger invid Drottninggatan och Södra Strandgatan.
Huset är byggt av sten, och har fått sitt namn av att det, liksom grannhuset Elgérigården, överlevde Örebro stadsbrand år 1854, och "likt en ny fågel Fenix steg upp ur aska och ruiner". Huset fick namnet Fenixhuset ca år 1888.
Fenixhuset byggdes år 1847 av källarmästare Johan Petter Ekström för att där bedriva handel med vin och spritdrycker. Ekström drev också en restaurangrörelse i huset, kallad Ekströms källare, senare benämnd Stadskällaren. Förutom att vara affärsman var Ekström också rådman och en kortare tid riksdagsman.
Senare har olika verksamheter haft plats i huset. Restaurang Fenix, ägd av BARA, låg i många år i huset, liksom Systembolaget i Örebro, Götabanken och Ströms möbler. Idag finns Kommuninvest i huset.